# رودني إس. رووف
رودني إس. «رود» رووف (بالإنجليزية: Rodney S. Ruoff)‏ (ولد عام 1957) هو باحث كيميائي فيزيائي أمريكي في علم النانو. هو أحد الخبراء العالميين في المواد الكربونية بما في ذلك الهياكل النانوية مثل الفوليرينات، والأنابيب النانوية الكربونية، والغرافين، والماس، وحقق اكتشافات رائدة على تلك المواد وغيرها. حصل رووف على شهادة البكالوريوس في الكيمياء من جامعة تكساس في أوستن عام 1981، وعلى شهادة الدكتوراه في الفيزياء الكيميائية في جامعة إلينوي-أوربانا عام 1988. بعد زمالة من برنامج فولبرايت في معهد ماكس بلانك لميكانيك التدفق في غوتنغن، ألمانيا عام 1989، وعمل ما بعد الدكتوراه في مركز أبحاث توماس جون واتسون بين عامي 1990 و1991، أصبح رووف عالمًا في مختبر الفيزياء الجزيئية في معهد ستانفورد للأبحاث بين عامي 1991 و1996. يشغل حاليًا منصب أستاذ متميز في معهد أولسان الوطنية للعلوم والتكنولوجيا، ومدير مركز المواد الكربونية متعددة الأبعاد، وهو مركز تابع لمعهد العلوم الأساسية يقع في معهد أولسان الوطني للعلوم والتكنولوجيا.

## بحثه
قدم رود رووف وفريقه البحثي مساهمات هامة في تطوير تقنيات اصطناع جديدة وتحسين فهمنا لخصائص المواد الجديدة بما في ذلك الهياكل النانوية والمواد ثنائية الأبعاد، وخاصة المواد الكربونية الجديدة (مثل الكربون، والماس، والأنابيب النانوية، والهجائن من نوع sp3-sp2، والكربون ذو الانحناء السلبي، والرغوة النانوية الكربونية، ونيترونات البورون، والفولرين وغيرها). تشمل بعض دراساته الرائدة ما يلي: 1) ميكانيكا سي60، والأنابيب النانوية، بما في ذلك سحب القشرة الداخلية دون المساس بالقشرة الخارجية لها، والعلاقة بين التشوه الميكانيكي والهيكل من ناحية، والتغير الكيميائي من ناحية أخرى؛ 2) ظاهرة انحلال الفوليرينات، والأنابيب النانوية، والغرافين؛ 3) الجسيمات النانوية المعدنية المغلفة بالكربون؛ 4) الغرافيت المحاكى والغرافين المقشر ميكانيكيا على شكل رقائق؛ 5) إنماء الغرافين على رقائق النحاس والنيكوليت على مستوى؛ 6) الغرافيت المُصنّف نظيريًا (أكسيد الغرافيت) والغرافين؛ 7) أكسيد الغرافين وأكسيد الغرافين المُخصّب والمركبات والطبقات الرقيقة كالورق المشكلة منهم؛( 8) استخدام الغرافين المعدل كيميائيًا ورغوة الغرافيت للمواد القطبية في تخزين الطاقة الكهربائية؛ 9) استخدام الغرافين كطبقة رقيقة داعمة للمجهر البيولوجي الإلكتروني النافذ؛ 10) استخدام الغرافين كطبقة حماية ضد الأكسدة (والتعرية). قدم رووف بعضًا من وجهات النظر الشخصية فيما يخص الغرافين والمواد الجديدة «التي تلوح بالأفق» عام 2012، بينما كان طالب دراسات عليا في جامعة إلينوي-أوربانا، نشر رووف وزملاؤه أوراقًا بحثية إبداعية حول هيكل التجمعات الضعيفة المتشكلة في الطائرات الأسرع من الصوت، والتوازن الترموديناميكي في الطائرات الأسرع من الصوت.
أوضحت توقعاته التي عمل عليها مع إيه. إل رووف حول الاستجابة الميكانيكية للفولريت تحت الضغط العالي، وعمله برفقة زملائه حول ظواهر الذوبان الفريدة لـ سي60 ضمن أنظمة مذيبة متنوعة، وحول التخليق والتوصيف الهيكلي للفوليرينات العملاقة المحتوية على معدن بلوري واحد، أمام المجتمع العلمي الخصائص الجديدة للهياكل المغلفة بالكربون. شارك أيضًا في تطوير جهاز جديد للاختبارات الميكانيكية لقياس استجابة شد حزم من الأنابيب النانوية أحادية السطح والأنابيب النانوية متعددة الجدران المفردة داخل مجهر إلكتروني ماسح. أسفر هذا العمل عن رؤى هامة حول آليات هذه النظم وعلم الاحتكاك الخاص بها، واقترح إمكانية وجود احتمالات خطية للاحتكاك ضعيفة جدًا. على نحو مماثل، كان رووف ومعاونوه أول من استخدم معامل الذوبانية في ترشيد ذوبانية الفوليرينات، من الأنابيب النانوية أحادية السطح، ومن الغرافين المعدل كيميائيًا. علاوة على ذلك، يعود الفضل إلى رود لصناعة أول غرافين عبر محاكاة الطباعة الحجرية لصناعة أعمدة مكروية كريستالية مفردة من الغرافيت؛ حقق هو وفريقه بذلك الحصول على صفائق غرافين كريستالية مفردة متعددة الطبقات.